# 판갑

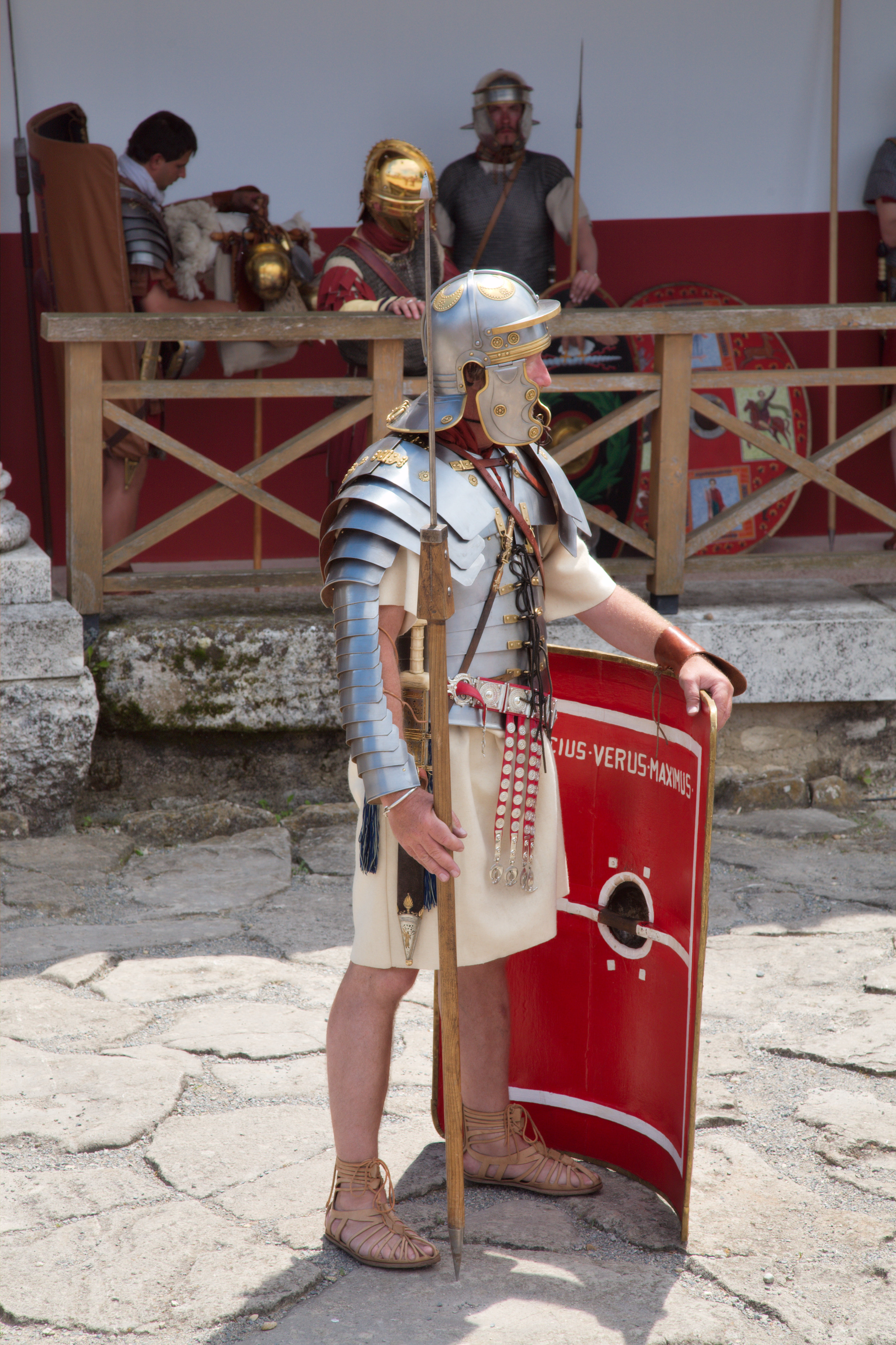
판갑의 일종인 로리카 세그멘타타.

판갑(板甲, laminar armour)은 단일 방호판 몇 개를 수평으로 이어붙여 만든 갑옷이다. 찰갑, 어린갑과 함께 가장 오래된 종류의 갑옷 중 하나이다. 쇠조각 하나하나를 이어붙여 만든 찰갑과 대조된다. 판갑과 찰갑은 동서양을 막론하고 고대에서 중세에 걸쳐 사용되었는데, 16세기경 중동과 중앙아시아에서 발원한 경번갑에 밀려 모두 도태되었다.

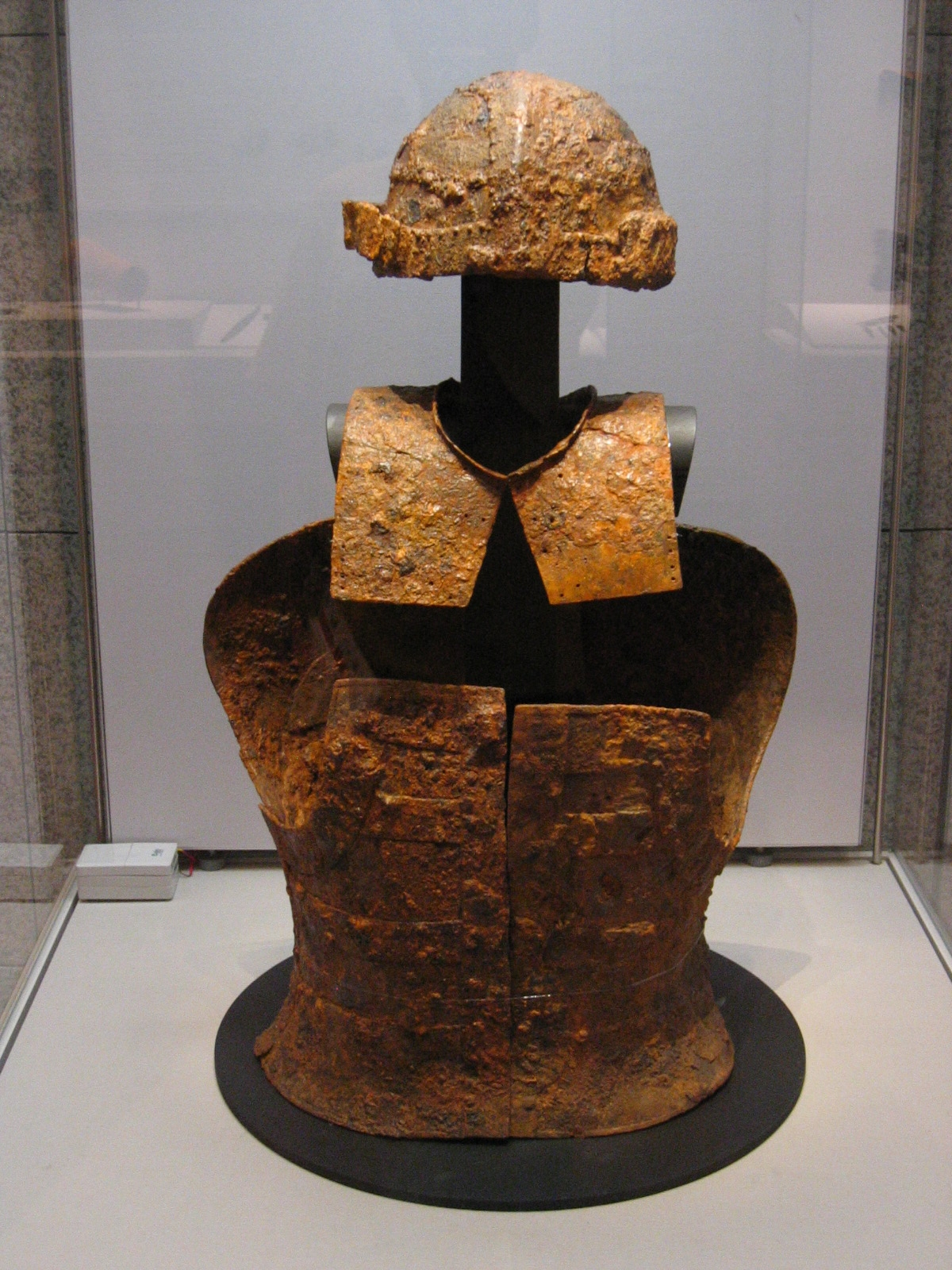
가야의 판갑.

## 같이 보기
- 찰갑